# 阿爾貝托·馬丁
阿爾貝托·馬丁（Alberto Martín，1978年8月20日—）是一位已退役的西班牙職業網球運動員。
馬丁的最佳表現是大滿貫達到第四輪法國公開賽在2006年。途中這一性能，馬丁的首輪比賽是他第一次戰勝前世界第一安迪·羅迪克在第五次相遇。馬丁兩盤羅迪克退賽時，因腳踝受傷。馬丁還擊敗休伊特在第一輪，第一號種子萊頓·休伊特在2002年澳大利亞網球公開賽，1-6，6-1，6-4，7-6（4）。
馬丁也有遭受的最嚴重的失敗，在歷史的澳大利亞網球公開賽。安迪·穆雷擊敗他在第一輪比賽的2007年，6-0，6-0，6-1。

## 外部連結
- 阿爾貝托·馬丁（英文/西班牙文）的官方資料
- 阿爾貝托·馬丁的國際網球總會 職業／青少年 官方資料（英文）
- 阿爾貝托·馬丁的官方資料（英文）